# Georges Vallin
Pour les articles homonymes, voir Vallin.
Georges Vallin (1er janvier 1921 à Brumath, Bas-Rhin - 9 août 1983, Lyon 7e) est un philosophe français. Il s'est intéressé notamment à la métaphysique et à l'ésotérisme, en appliquant les principes de la philosophie indienne à une analyse phénoménologique de l'individualité traditionnelle et à la critique de l'individualité moderne.
Philosophe pérennialiste, son œuvre « s'attache avec rigueur à dégager les perspectives communes à des pensées aussi diverses apparemment que celles de Platon, de Plotin, de Maître Eckhart pour l'Occident, et de Nâgârjuna, de Shankara, de Lao-Tseu pour l'Orient », et à « dégager les traits philosophiques de l'expérience spirituelle qui constitue le "fondement" commun de cette "perspective" traversant l'histoire et les cultures ». Sur la base de cette philosophie comparée, Georges Vallin saisit « les limites de la métaphysique occidentale à la lumière des modèles spéculatifs de l'hindouisme et du bouddhisme ». Il se distingue ainsi des critiques européennes de la philosophie occidentale, s'opposant tout à la fois à Sartre, objet privilégié de sa critique des « structures négatives », qu'aux philosophes du soupçon Marx, Freud et Nietzsche, dont l' « antidogmatisme » est contraire au « métadogmatisme » prôné par sa perspective métaphysique.

## Biographie
Né le 1er janvier 1921 à Brumath, Georges Vallin obtient le baccalauréat (mention très bien) en 1939. Il entre en classes de khâgne au lycée Blaise Pascal de Clermont-Ferrand l'année suivante, où il est doublement admissible à l'Ecole Normale Supérieure de Paris. Échouant à son admission, il achève une licence complète de Lettres classiques, puis une licence de philosophie à la Sorbonne. En 1943, il passe son Certificat de psychologie à la Sorbonne et il soutient un Diplôme d'études supérieures portant sur l'imagination dans la philosophie d'Emmanuel Kant. Il obtient l'agrégation de philosophie en 1945 (session 1944 retardée par la fin de la Seconde Guerre Mondiale). Vallin est alors nommé professeur au lycée Henri Poincaré à Nancy, où il fonde une famille de quatre enfants avec sa femme Madeleine.
Il devient assistant à la faculté des lettres de l'Université de Nancy dès 1950. C'est durant ces années qu'il découvre l'œuvre de René Guénon dont l'influence sera déterminante dans ses travaux ultérieurs. En 1956, il soutient deux thèses de doctorat ès lettres sous la direction de Jean Wahl, toutes deux de métaphysique, Être et individualité et La Perspective métaphysique. La première se fait médiatiquement remarquer par le journal Le Monde : le jeune philosophe y mettait en cause la philosophie occidentale et de son dualisme, 12 ans avant « les vagues heideggériennes et la vogue de Nietzsche » lors du tournant de 1968. Quant à sa thèse intitulée La Perspective métaphysique, publiée en 1959 aux Presses universitaires de France, elle fut considérée comme le premier ouvrage universitaire d'inspiration guénonienne,.
Georges Vallin devient chargé d'enseignement à l'Université de Nancy en 1959. En 1960, il est nommé Maître de conférences, puis professeur titulaire en 1962 et il crée à Nancy un programme d'enseignement du sanskrit. De 1964 à 1968, il est directeur du Département d'études des civilisations du Centre européen universitaire  et professeur agrégé de philosophie à l'Université de Lyon III, « où il se réjouissait de trouver un nouveau public et une audience élargie ».
Il meurt le 9 août 1983, au retour d'un séjour d'études en Inde, d'une « maladie foudroyante » et « qu'il ne voulait pas considérer (ou laisser apparaître) comme grave, de peur de peiner les siens ».

## Publications

### Œuvres
- Être et individualité. Éléments pour une phénoménologie de l'homme moderne, Paris, PUF, 1959[12].
- La Perspective métaphysique, avant-propos de Paul Mus, Paris, PUF, 1959 ; réédition augmentée d'une préface, Paris, Dervy, 1977.
- Voie de gnose et Voie d'amour. Éléments de mystique comparée, Éditions Présence, 1980[13].
- Remarques sur quelques difficultés d'approche de la métaphysique taoïste, [sans lieu, ni mention d'éditeur], 1983 [?].
- Lumière du non-dualisme (recueil d'articles), avant-propos de Jean Borella, Nancy, Presses universitaires de Nancy, 1987.

### Articles
- « Essai sur le Non-Être et le Néant », Revue de Métaphysique et de Morale, 55e année, No. 2, Avril-Juin 1950, pp. 149-177[14].
- « Essence et formes de la théologie négative », Revue de Métaphysique et de Morale, 63e année, No. 2/3, Avril-Septembre 1958, pp. 167-201[15].
- « Nature intégrale et Nature mutilée », Revue Philosophique de la France et de l'étranger, t. 164, No. 1, Janvier-Mars 1974, pp. 77-100[16].
- « Le tragique et l’Occident à la lumière du non-dualisme asiatique », Revue Philosophique de la France et de l'étranger, Paris, juillet-septembre 1975, t. 165, No. 3, pp. 275-288[17].
- « Modèles théoriques des traditions asiatiques et préjugés occidentaux », Dialectica, Vol. 30, No. 4, 1976, pp. 315-319.
- « Pourquoi le non-dualisme asiatique ? (Éléments pour une théorie de la philosophie comparée) », Revue Philosophique de la France et de l'étranger, Paris, n° 2, 1978, t.168, n°2, pp. 157-175[18].